# P-進分布
p進分布は、数学における通常の分布（すなわち超関数）のアナロジーであり、p進数の環に値をとる。

## 定義
{\displaystyle X}が位相空間であるとき、{\displaystyle X}上のGに値をとる分布は、{\displaystyle X}のコンパクト開部分集合からGへの有限加法的な関数である。
言い換えると、テスト関数の空間を、局所的に定数で、コンパクトな台を持つ整数値関数と定義するならば、分布はテスト関数からGへの加法的写像である。これは、多様体上のテスト関数の空間から実数への連続線形写像である通常の分布の定義と形式的に類似している。

## p進測度
p進測度はp進分布の特殊なケースであり、可測空間上の測度と類似している。ノルム空間に値をとるp進分布は、コンパクト開部分集合上の値が有界である場合に、p進測度と呼ばれる。 